# Kogeki waza
Kogeki waza (em japonês:  攻撃 技), ou kogekiho (攻撃法), é o termo que identifica nas artes marciais japonesas as ténicas de ataque.